# HBTQ-rättigheter i Kroatien
HBTQ-rättigheter i Kroatien är de juridiska rättigheter som tillfaller och omfattar HBTQ-personer (homosexuella, bisexuella, trans- och queerpersoner) i Kroatien. Även om HBTQ-personer åtnjuter flera rättigheter och delvis skyddas i den kroatiska lagstiftningen ställs de ofta inför rättsliga utmaningar och diskriminering. Enligt ILGA:s årsrapport från år 2015 hamnade Kroatien i fråga om HBTQ-rättigheter på en 5:e plats av 49 undersökta och jämförda länder i Europa.
I landet finns flera grupper, organisationer och politiska partier som förespråkar skydd och fler rättigheter för sexuella minoriteter och Kroatien är ett av elva deltagarländer i Förenta nationernas kärngrupp (LGBT Core Group at U.N. on Ending Violence and Discrimination) som aktivt arbetar för att bekämpa våld och diskriminering av HBTQ-personer i världen.
År 2014 antog Kroatiens parlament en partnerskapslag kallad Livspartnerskap (Životno partnerstvo) som i juridisk mening och bortsett benämningen jämställer denna samkönade levnadsform med äktenskap mellan man och kvinna med ett undantag, adoption av barn som biologiskt inte är besläktat med en av parterna. Året dessförinnan hade ett kontroversiellt folkinitiativ lett till en folkomröstning vars utslag möjliggjorde att termen/begreppet "äktenskap" grundlagsskyddades som ett "förbund mellan man och kvinna".     

## Historik

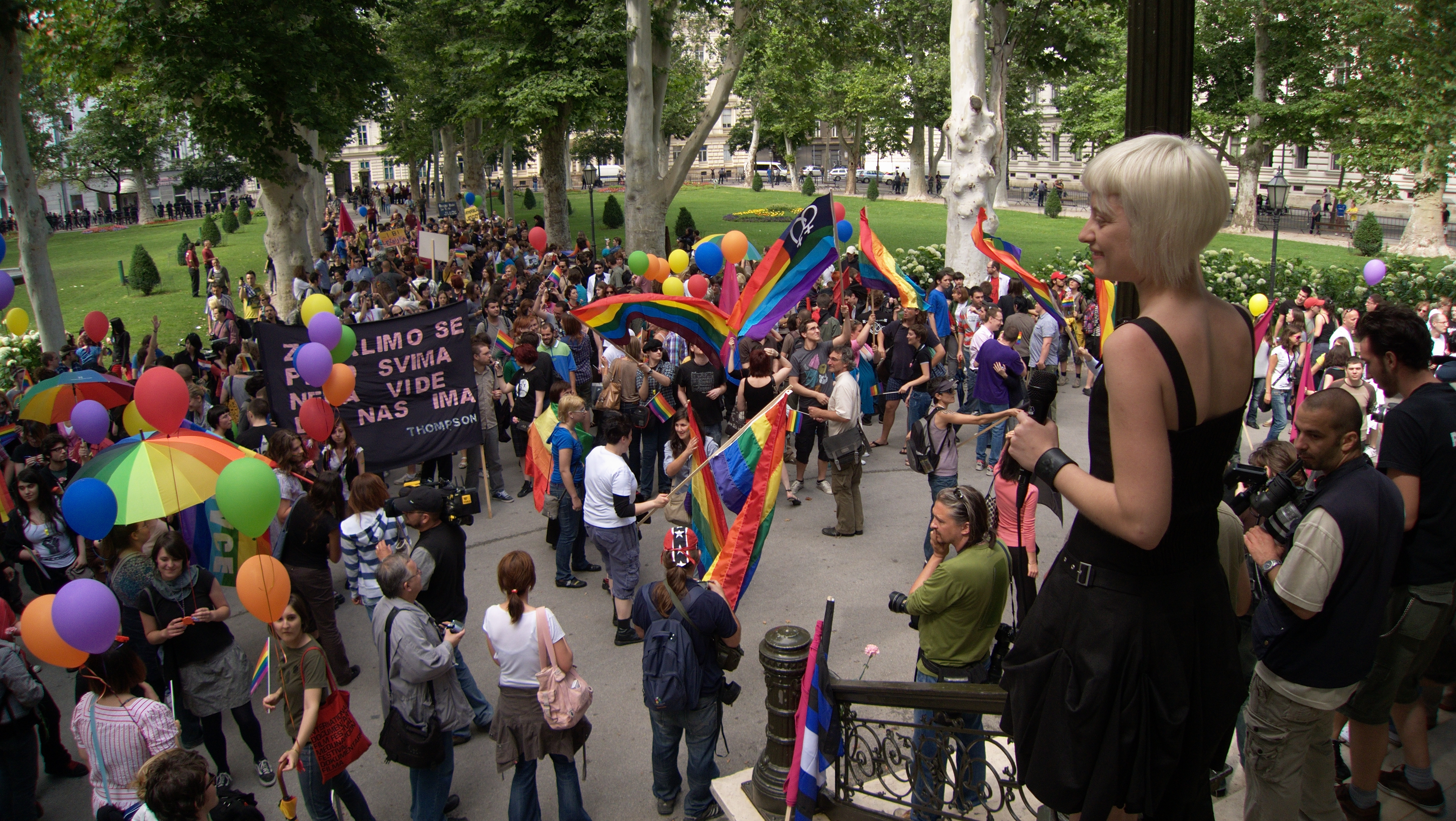
Zagreb Pride år 2010 i Zrinjevac.

HBTQ-rättigheter i Kroatien är av senare datum och de flesta lagar för skydd mot diskriminering av HBTQ-personer har tillkommit under 1900-talets andra hälft och framåt. Arbetet för HBTQ-personers affirmation i det kroatiska samhället och införande av antidiskriminerande lagstiftning bedrivs främst av HBTQ- och människorättsorganisationer. Politiskt stöds dessa av vänster-center-partier på den politiska skalan. I opposition till utökande rättigheter för HBTQ-personer står politiska högerpartier, ideella organisationer på den politiska högerkanten och den romersk-katolska kyrkan i Kroatien.       

### Tidig historia
Homosexualitet fanns inte omnämnt i strafflagen från den 27 maj 1852 (den första i modern tid skriven på kroatiska) då Kroatien var en provins i och en administrativ del av Österrike. År 1879 antogs en ny strafflag i den dåvarande österrikisk-ungerska provinsen Kroatien och Slavonien. Enligt ett förslag till den nya strafflagen skulle sexuella relationer mellan män straffas med upp till 5 års fängelse. Förslaget antogs inte.
Under andra världskriget och upprättandet av den fascistiska Oberoende staten Kroatien fanns inga specifika lagar rörande HBTQ-personer och deras rättigheter. Under kriget förekom att de kroatiska fascisternas motståndare, de jugoslaviska partisanerna, utdömde dödsstraff till personer som identifierades som homosexuella.

### Kriminalisering och legalisering

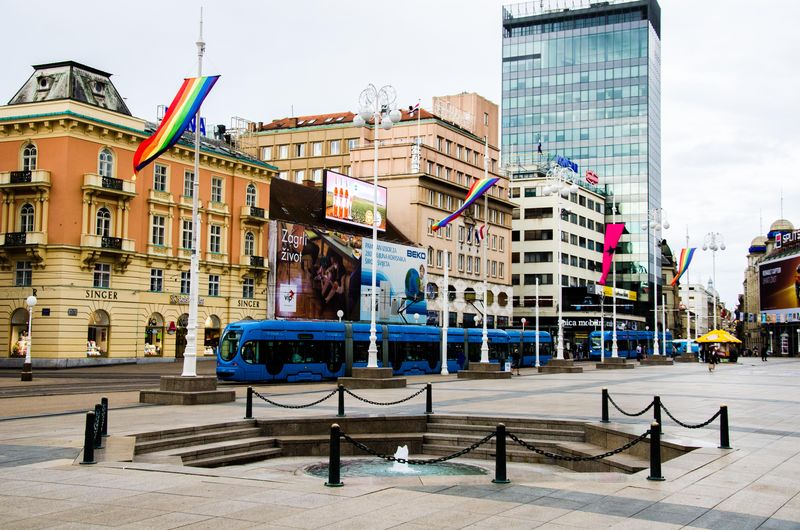
Under prideveckan hissas Regnbågsflaggan vid Ban Jelačićs torg.

Åren 1918–1991 ingick Kroatien i den sydslaviska federationen Jugoslavien. I den federala jugoslaviska lagstiftningen från den 9 mars 1951 (artikel 186) kunde sexuella relationer mellan män straffas med upp till 2 års fängelse. I praktiken hade diskrimineringen av homosexuella pågått sedan kommunisternas maktövertagande efter andra världskriget då homosexuella (män) kategoriserades som "fiender av systemet" och bland annat inte tilläts att bli medlemmar i Jugoslaviens kommunistförbund.  
I samband med författningsändringarna år 1974 i dåvarande Jugoslavien övergick en del av den lagstiftande makten från federal till delstatsnivå och år 1977 legaliserade delstaten Kroatien homosexuella förbindelser. Den sexuella myndighetsåldern för homosexuella relationer blev 18 år till skillnad från heterosexuella förbindelser där den sexuella myndighetsåldern var 14 år. Den Kroatiska hälsobyrån (Hrvatska liječnička komora) hade fyra år tidigare (år 1973) och fyra år tidigare än Världshälsoorganisationen avklassificerat homosexualitet som en sjukdom.         

### 1990-talet och framåt
Efter folkomröstningen om Kroatiens självständighet 1991 valde Kroatien att utträda ur den jugoslaviska federationen. Det kroatiska självständighetskriget (1991–1995) och dess följder skulle av olika anledningar bromsa HBTQ-personers fortsatta arbete för lika rättigheter. Efter den väpnade konfliktens lösning år 1995 och Kroatiens gradvisa närmande och integrering i västeuropeiska strukturer tillkom flera lagändringar med syfte att skydda HBTQ-personer från diskriminering. Under 1990-talet grundades flera HBTQ-organisationer som ställde krav på jämställdhet i lagstiftningen. Dessa krav manifesterades inte minst i landets första Pridefestival i Zagreb år 2002 som följande år fick en uppföljare inte bara huvudstaden utan även i Split och Osijek.    

## Översiktstabell
| Samkönade sexuella aktiviteter avkriminaliserade                                                                 | (Sedan år 1977)                                         |
| Jämställd sexuell myndighetsålder                                                                                | (Sedan år 1998)                                         |
| Lagstiftning mot diskriminering i arbetslivet                                                                    | (Sedan år 2003)                                         |
| Lagstiftning mot diskriminering i vetenskaps- och utbildningsväsendet                                            | (Sedan år 2003)                                         |
| Lagstiftning mot diskriminering vid tillhandahållande av varor och tjänster                                      | (Sedan år 2003)                                         |
| Lagstiftning mot diskriminering i alla andra områden (inklusive indirekt diskriminering, hets mot folkgrupp etc) | Ja                                                      |
| Erkännande av samkönade parförhållanden                                                                          | (Sedan år 2003 genom lagen om oregistrerade samboenden) |
| Samkönat äktenskap                                                                                               | (Konstitutionellt förbud sedan år 2013)                 |
| Registrerat partnerskap                                                                                          | (Sedan år 2014)                                         |
| Närståendeadoption                                                                                               | (I form av förmyndarskap sedan år 2014)                 |
| Samkönad adoption                                                                                                | Nej                                                     |
| Öppet homosexuella män och kvinnor kan tjänstgöra i landets försvar                                              | Ja                                                      |
| Könskorrigering erkänns i lagstiftningen                                                                         | Ja                                                      |
| Tillgång till IVF för samkönade par                                                                              | Nej                                                     |
| Kommersiellt värdmödraskap                                                                                       | (Illegalt för alla, oavsett sexuell läggning)           |
| Öppet homosexuella män kan donera blod                                                                           | Nej                                                     |

### Fotnoter
1. ↑  Ilga-europe.com Arkiverad 18 maj 2015 hämtat från the Wayback Machine. (engelska)
2. ↑  Usembassy.gov (engelska)
3. ↑  Josip Silović, "Hrvatski zakoni" (Kroatiska lagar), volym 15.
4. ↑  Marijan Derenčin, "Osnova novoga kaznenoga zakona o zločinstvih i prestupcih za kraljevine Hrvatsku i Slavoniju 1879", (ISBN 9536321033)
5. ↑  Jutarnji.hr Arkiverad 6 mars 2016 hämtat från the Wayback Machine. (kroatiska)
6. ↑  Paragraf.rs Arkiverad 24 maj 2015 hämtat från the Wayback Machine. (serbiska) (latinska alfabetet)